# Pühret
Pühret è un comune austriaco di 614 abitanti nel distretto di Vöcklabruck, in Alta Austria.